# Фер (острів)
Фер (нім. Föhr, дан. Før) — другий за величиною німецький острів в акваторії Північного моря, входить до групи Північно-Фризьких островів. Адміністративно підпорядковується району Північна Фризія, Шлезвіг-Гольштейн.

## Географія
Площа острова становить понад 82 км ², в довжину він простягнувся на 12 км, а в ширину — на 6,8 км. На півночі переважають болота. На півдні — горбистий ландшафт з безліччю поселень. Розташовані з північного заходу Зюльт та Амрум захищають острів від морських штормів, завдяки чому місцева флора більш життєздатна. Через це Фер отримав назву «зеленого острова».
Фер, як і прилеглі острови, є популярним туристичним місцем. Починаючи від поромного терміналу, на 15 км уздовж південного берега острова протягся піщаний пляж. На півночі та північному заході розмістилася Охоронна зона Національного парку Ваттового моря.
Єдине місто на острові — Вик-ауф-Фер, курортне містечко на південно-східному узбережжі. Також є 16 маленьких сіл, розміщених на території 11 муніципалітетів:
- Алькерзум;
- Боргзум;
- Вітзум;
- Вріксум;
- Дунзум, включає Малий та Великий Дунзум;
- Зюдеренде;
- Мідлум;
- Ніблум разом із сусіднім Готінгом;
- Ольдзум разом з районами Тофтум та Клінтум;
- Утерзум разом із сусіднім Хедехузумом;
- Ефенум.[1]

## Історія

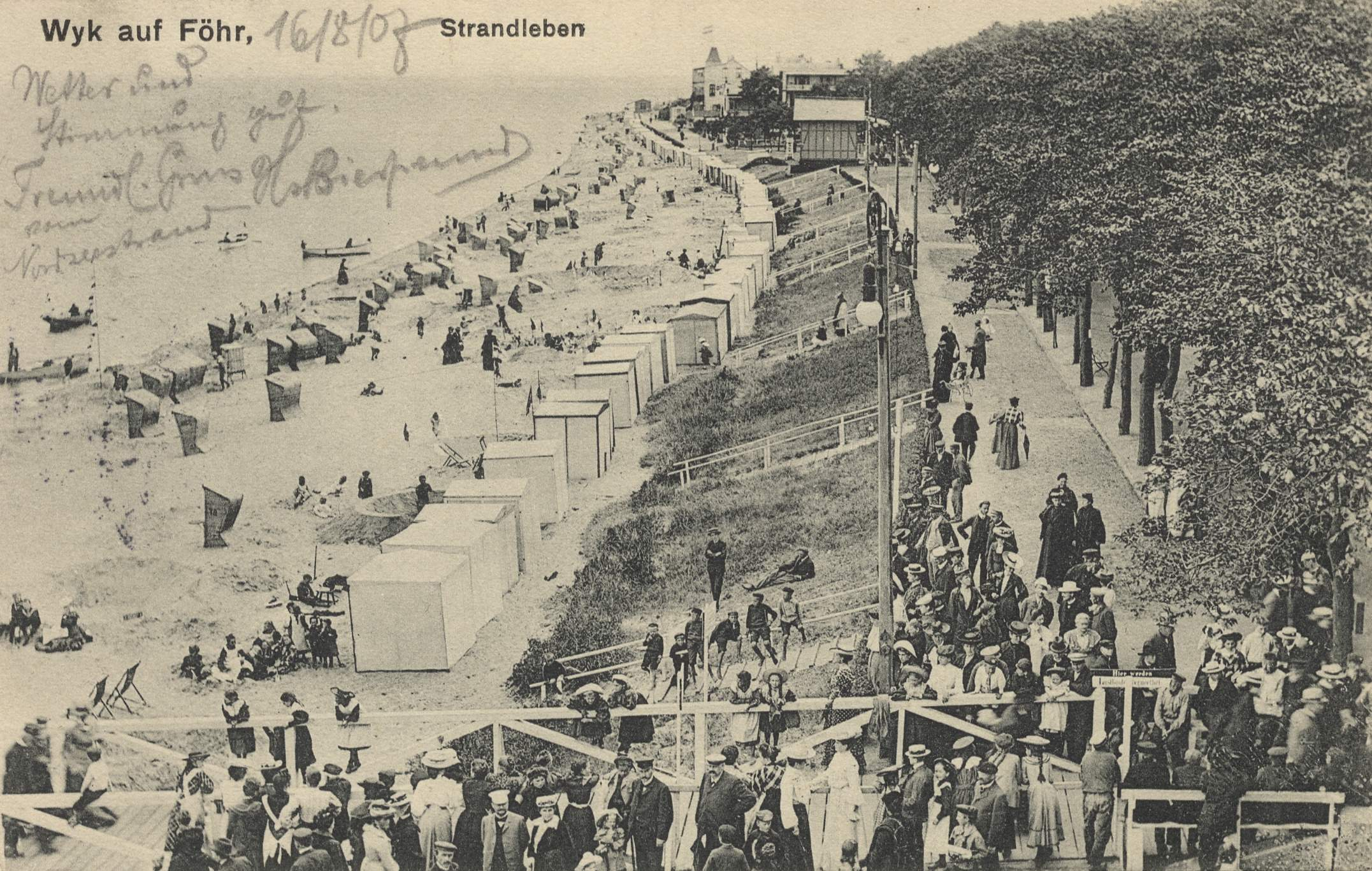
Пляж міста Вик-ауф-Фер 1907 року.

Фризи почали колонізацію островів саме з Фера. Перше їхнє поселення, виявлене археологами, датується VII століттям. З того часу населення островів значно зростає. Та на початку заселення Фер був ще континентальною територією, він перетворився на острів після потужного атлантичного шторму (Zweite Marcellusflut), що стався 1362 року.
1400 року острів опинився під владою королеви Данії. У 1420-ті роки герцогство Шлезвіг включило східну частину острова в свої володіння. Тоді як його західна частина (а також острів Амрум) належала данцям аж до 1864 року.
1523 року завдяки осушенню північних боліт сільськогосподарські угіддя острова виросли 22 га.
В XVII та XVIII століттях тут почали промишляти англійські та нідерландські китобої, що сприяло поліпшенню добробуту місцевого населення. До кінця XVIII століття на острові проживало близько тисячі моряків. З падінням чисельності китів, місцеве населення знову зайнялося сільським господарством.
Під час плебісциту 1919 року, коли визначалася межа між Німеччиною та Данією, лише три села (Вітзум, Утерзум, Гедехузум) проголосували за приєднання до Данії. Врешті весь острів опинився у складі Німеччини.

## Транспорт та економіка

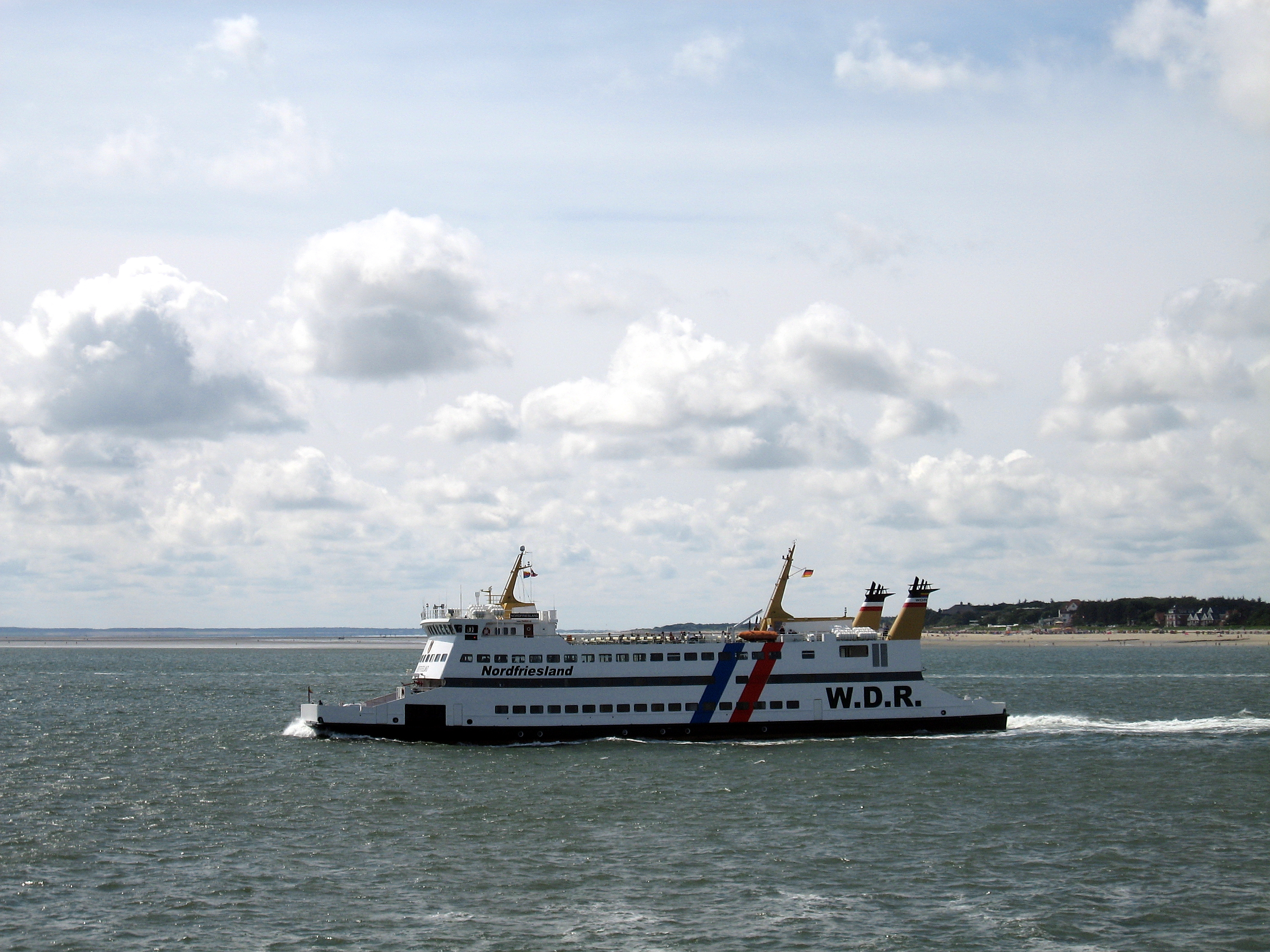
Пором відпливає від острова.

Економіка острова зосереджена на туризмі. Також розвинене сільське господарство. У міській гавані є кілька рибальських суден.
Між містом Вик-ауф-Фер та материковим портом Дагебюлль є поромне сполучення для перевезення пасажирів та автомобілів. У день здійснюється до 10–12 рейсів (45 хвилин плавання). Є також приватні пороми, що з'єднують місто з Амрумом (близько години плавання). Також на острові є злітно-посадочні смуги для невеликих літаків.
Від міста до будь-якого села острова можна дістатися на автобусі.

## Визначні місця

### Церкви

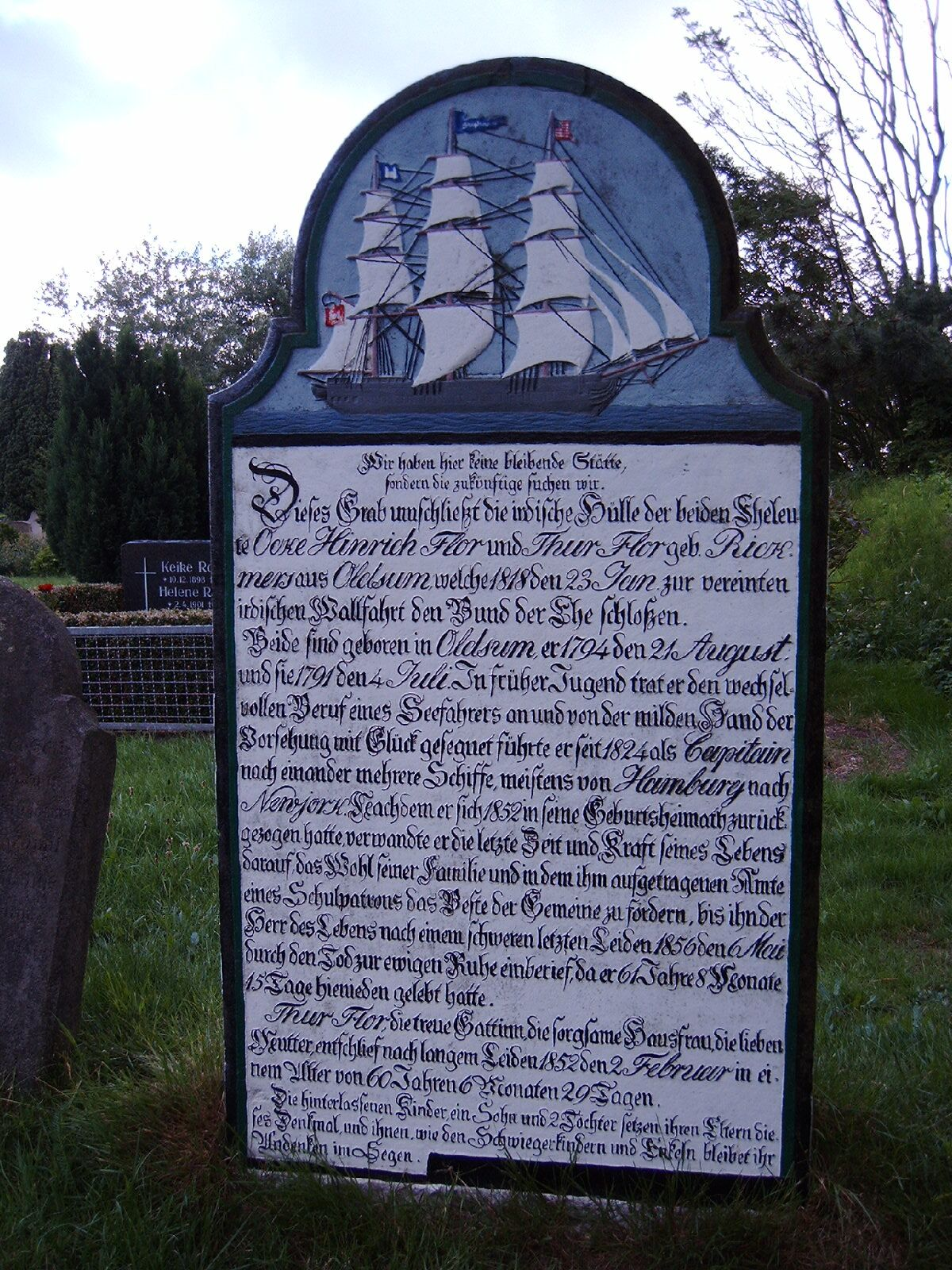
Давня могила на Фері

На острові розташовано три середньовічні церкви з XII–XIII століття: Санкт-Ніколаі у Віку-Болдіксумі, Санкт-Йоганніс у Ніблумі та Санкт-Лаурентії у Зюдеренде. На церковних цвинтарях збереглися давні могили моряків та капітанів, на яких коротко описаний життєпис померлих.

### Археологія
Численні кургани свідчать про заселення острова у бронзову добу. Туристи мають можливість відвідати принаймні 17 уцілілих курганів. Біля Боргзума знаходяться рештки фортифікаційних укріплень з часу Великого переселення народів.

### Музеї
У Віку знаходиться «Фризький музей» (нім. Friesenmuseum, або Dr.-Carl-Häberlin-Museum), присвячений історії і культурі фризів. В Алькерзумі знаходиться музей мистецтва Західного узбережжя, де представлена змінна експозиція на тему «Море і мистецтво». В Овернумі розташований невеликий краєзнавчий музей.

### Вітряки

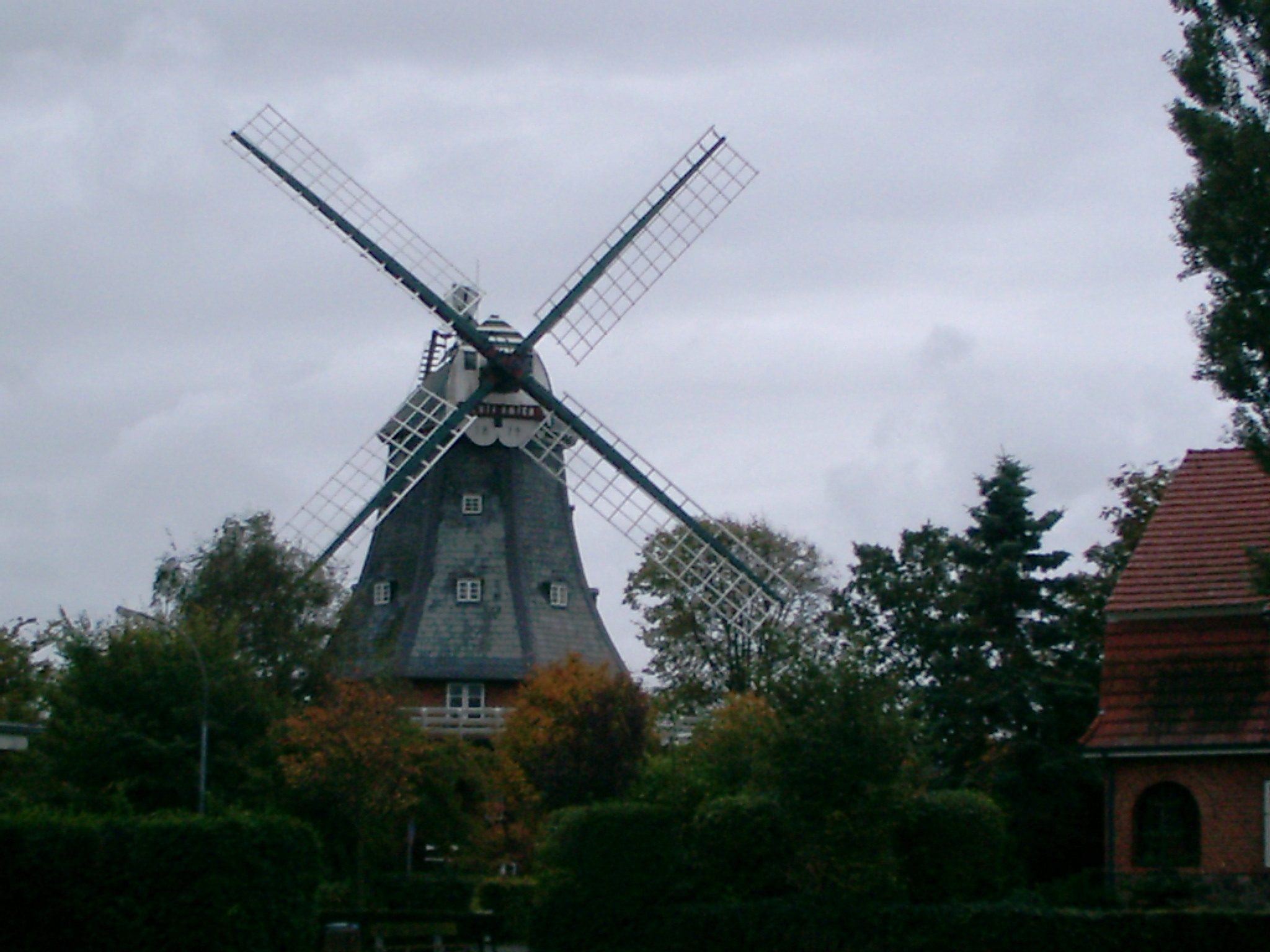
Вітряк «Venti Amica» (Подруга вітру) з 1879 у Віку-ауф-Фер

На Фері знаходяться 5 давніх вітряків, два з яких у Вику. Найдавніший вітряк — у Вріксумі, він був побудований 1850 року й діяв до 1960 року. Окрім Вріксумського всі вітряки перебувають у приватній власності.

### Фогелькоє
На острові знаходиться 6 так званих фогелькоїв — штучних ставків зі складною системою сіток, де раніше (а часом і досі) заманювали й відловлювали диких качок та інших птахів.

### Ваттове море
Ватове море, до якого входить зокрема і острів Фер, проголошене національним парком Шлезвіг-Гольштейнське Ваттове море й занесене до списку світової спадщини ЮНЕСКО.
На північ від острівнох дамби, а також на інших ваттових берегах острова проживають багато видів птахів. На острові зупиняються величезні кількості перелітних птахів під час щорічної міграції. Часом на пляжі можна побачити морських котиків, які побоюються людей і надають перевагу прибережним піщаним косам.
Улюбленим місцем купання є південний пляж острова між Віком і Утерзумом. Під час відпливу туристичне бюро острова пропонує піші ваттові мандрівки з досвідченими екскурсоводами до сусіднього Амрума.

### Вик-ауф-Фер
Іншими визначними місцями міста є дзвіниця, споруджена 1886 року, морська променада «Sandwall» та будинок, де зупинявся Ганс Крістіан Андерсен.